# Muldenhammer (Saksonia)
Muldenhammer – gmina w Niemczech, w kraju związkowym Saksonia, w okręgu administracyjnym Chemnitz, w powiecie Vogtland.

## Współpraca
Miejscowość partnerska:
- Loßburg, Badenia-Wirtembergia (kontakty utrzymuje dzielnica Hammerbrücke)